# Partido de Izquierda
El Partido de Izquierda (en francés Parti de Gauche) (PG) es un partido político socialista francés. Trata de emular el partido político alemán Die Linke, dirigido por Oskar Lafontaine.

## Historia
Fue fundado en noviembre de 2008 por el senador socialista Jean-Luc Mélenchon y el diputado Marc Dolez entre otros disidentes del Partido Socialista junto con el movimiento Movimiento por una alternativa republicana y social (MARS).
Habían salido del PS cinco días antes, en protesta por el resultado de las votaciones de las propuestas del Congreso de Reims, donde el movimiento de izquierda que apoyaron ganó solo el 19%.
A ellos se unieron después por otros miembros de la izquierda del Partido Socialista, personas que no habían sido miembros de un partido político anteriormente y por disidentes de Los Verdes, siguiéndolos la diputada Martine Billard.
En las Elecciones al Parlamento Europeo de 2009, concurrió en coalición con el Partido Comunista Francés y la Convención para una alternativa progresista dentro del Frente de Izquierda.
En 2017 cuenta con 8 diputados en la Asamblea Nacional de Francia,